# Ilha Pinzón
Ilha de Pinzón, conhecida também pelo nome de Duncan, é uma ilha equatoriana do Oceano Pacífico localizada no arquipélago de Galápagos.